# Rolf Johannessen
Rolf Johannessen (Fredrikstad, 15 de març de 1910 - Fredrikstad, 2 de febrer de 1965) fou un futbolista noruec de la dècada de 1930.
Disputà 20 partits amb la selecció de futbol de Noruega, amb la qual participà en el Mundial de 1938. Pel que fa a clubs, destacà al Lisleby, i al Fredrikstad des de 1934.